# 诗巫遥县
诗巫遥县（又译新巫遥县，英語： 馬來語：）是砂拉越三马拉汉省下辖的一个县，总面积有706.88平方公里。20世纪初，诗巫遥县是由诗里阿曼省管理。1986年7月24日，三马拉汉省成立后，诗巫遥县也因此而成为了其下辖实文然县的副县。2021年，诗巫遥副县升格为县。